# Marin Tufan
Marin Tufan (Istria, 16 ottobre 1942) è un ex calciatore rumeno, di ruolo attaccante.

## Carriera
Con la Nazionale rumena ha preso parte ai Mondiali 1970.